# Сборная Страны Басков по футболу
Национальная сборная Страны Басков по футболу — команда, представляющая Страну Басков на международных матчах по футболу. Управляется и контролируется Футбольной федерацией Басконии. Не является членом ФИФА или УЕФА, поэтому команда не принимает участия в чемпионатах мира или Европы.
В 1937 году сборная провела турне по СССР из 9 матчей. В сезоне 1938/1939 сборная Страны Басков под названием Клуб Депортиво «Эускади» участвовала в любительском чемпионате Мексики по футболу и заняла там второе место вслед за клубом Астуриас (Мехико).

## Состав
| Имя                    | Дата рождения             | Клуб            | Игр (голов) |
| Вратари                | Вратари                   | Вратари         | Вратари     |
| ---------------------- | ------------------------- | --------------- | ----------- |
| Ариц Кастро            | 20 мая 1998 (26 лет)      | Алавес          | 0           |
| Яго Эррерин            | 25 января 1988 (37 лет)   | Атлетик Бильбао | 2           |
| Защитники              |                           |                 |             |
| Мартин Агиррегабирия   | 10 мая 1996 (28 лет)      | Алавес          | 1 (0)       |
| Йерай Альварес         | 24 января 1995 (30 лет)   | Атлетик Бильбао | 1 (0)       |
| Анаиц Арбилья          | 15 мая 1987 (37 лет)      | Эйбар           | 2 (1)       |
| Микель Баленсиага      | 29 февраля 1988 (37 лет)  | Атлетик Бильбао | 7 (0)       |
| Юри Берчиче            | 10 февраля 1990 (35 лет)  | Атлетик Бильбао | 6 (0)       |
| Андер Капа             | 8 февраля 1992 (33 года)  | Атлетик Бильбао | 5 (0)       |
| Айен Муньос            | 16 августа 1997 (27 лет)  | Реал Сосьедад   | 2 (0)       |
| Унаи Нуньес            | 30 января 1997 (28 лет)   | Атлетик Бильбао | 1 (1)       |
| Полузащитники          |                           |                 |             |
| Ману Гарсия Санчес     | 26 апреля 1986 (38 лет)   | Алавес          | 4 (0)       |
| Андер Гевара           | 7 июля 1997 (27 лет)      | Реал Сосьедад   | 1 (0)       |
| Йон Морсильо           | 15 сентября 1998 (26 лет) | Атлетик Бильбао | 1 (0)       |
| Оиер Санхурхо          | 25 мая 1986 (38 лет)      | Осасуна         | 5 (0)       |
| Роберто Торрес Моралес | 7 марта 1989 (35 лет)     | Осасуна         | 4 (1)       |
| Нападающие             |                           |                 |             |
| Йон Баутиста           | 3 июля 1995 (29 лет)      | Реал Сосьедад   | 2 (1)       |
| Икер Муньяин           | 19 декабря 1992 (32 года) | Атлетик Бильбао | 4 (2)       |
| Асьер Вильялибре       | 30 сентября 1997 (27 лет) | Атлетик Бильбао | 2 (0)       |
| Иньяки Уильямс         | 15 июня 1994 (30 лет)     | Атлетик Бильбао | 2 (0)       |